# Sara Fletcher
Sara „E. R.“ Fletcher (* 12. Januar 1983 in Ohio als Sara Elizabeth Rebrovic) ist eine US-amerikanische Schauspielerin, Synchronsprecherin, Filmproduzentin, Drehbuchautorin und Model.

## Leben
Sara Fletcher wurde am 12. Januar 1983 im US-Bundesstaat Ohio geboren und wuchs im Ort Ross auf. Sie erlangte an der Indiana University Bloomington ihren Bachelor of Arts im Fach Theater mit Nebenfach Tanz. Zusätzlich machte sie eine Ausbildung zur Gebärdensprachdolmetscherin am Pierce College in Los Angeles. Sie ist mit dem Schauspieler Bradley Fletcher verheiratet.
Nach ersten Modeltätigkeiten und kleineren Serien- oder Filmrollen erhielt sie 2009 in der Fernsehserie Secret Girlfriend die Hauptrolle der Jessica. Eine Nebenrolle mimte sie 2011 im Tierhorrorfilm Supershark. Im Jahr 2012 fungierte sie im Computerspiel Resident Evil 6 als Vorlage für die Figur der Sherry Birkin. Größere Serienrollen erhielt sie von 2012 bis 2014 in den Fernsehserien Platonic, MyMusic, 8.13, Rest for the Wicked, Destroy the Alpha Gammas, One Love oder auch  Zeit der Sehnsucht. 2013 stellte sie im Film Hänsel und Gretel die Rolle der Jane dar. 2016 spielte sie in Ruf der Macht – Im Sumpf der Korruption eine Nebenrolle als Mitarbeiterin beim Notruf. Seit 2010 tritt sie außerdem als Produzentin für Filme und Serien in Erscheinung. Von 2016 bis 2018 produzierte sie 20 Episoden der Fernsehserie Mom Tested. Seit 2012 verfasste sie Drehbücher, überwiegend für Kurzfilme.
Als Model war Fletcher in einer Reihe von Werbesports zu sehen.

## Filmografie (Auswahl)

### Schauspiel
- 2001: Gamers (Fernsehserie)
- 2007: Redearth88 (Fernsehserie, 2 Episoden)
- 2008: Monk (Fernsehserie, Episode 7x03)
- 2008: Anatomy of a Socially Awkward Situation (Kurzfilm)
- 2008: Jimmy Kimmel Live! (Fernsehserie, Episode 6x162)
- 2008: Frohe Weihnachten, Drake & Josh (Merry Christmas, Drake & Josh, Fernsehfilm)
- 2009: Secret Girlfriend (Fernsehserie, 12 Episoden)
- 2010: A Numbers Game
- 2010: iCrime
- 2010: Hamill
- 2010: Hitched (Fernsehfilm)
- 2010–2014: Last Moments of Relationships (Fernsehserie, 3 Episoden, verschiedene Rollen)
- 2011: A Dream Within a Dream
- 2011: Perfect Couples (Fernsehserie, Episode 1x05)
- 2011: Platonic (Fernsehserie, 4 Episoden)
- 2011: Friends with Benefits (Fernsehserie, Episode 1x05)
- 2011: Supershark (Super Shark)
- 2012: Shadow of Fear (Fernsehfilm)
- 2012: Holloway Heights (Fernsehserie, Episode 1x02)
- 2012: The Glades (Fernsehserie, Episode 3x03)
- 2012: The Secret Keeper (Kurzfilm)
- 2012: Sketchy (Fernsehserie, Episode 2x01)
- 2012: Post-It (Kurzfilm)
- 2012–2014: MyMusic (Fernsehserie, 5 Episoden)
- 2013: Hänsel und Gretel (Hansel und Gretel)
- 2013: 8.13 (Fernsehserie, 3 Episoden)
- 2013: Thirtyish (Fernsehfilm)
- 2013: Rest for the Wicked (Miniserie, 4 Episoden)
- 2013: Home Invasion – Dieses Haus gehört mir (Foreclosed)
- 2013: Destroy the Alpha Gammas (Fernsehserie, 7 Episoden)
- 2013: Big Plans (Kurzfilm)
- 2013: One Day (Kurzfilm)
- 2013: Grimm (Fernsehserie, Episode 3x04)
- 2013: Sorta' Horny (Kurzfilm)
- 2013: Beyond the Mat
- 2014: One Love (Fernsehserie, 8 Episoden)
- 2014: Moral Code (Kurzfilm)
- 2014: Frankenstein, MD (Fernsehserie, 7 Episoden)
- 2014: College Fright Night
- 2014: Zeit der Sehnsucht (Days of Our Lives, Fernsehserie, 7 Episoden)
- 2014: The Trail's End (Kurzfilm)
- 2014: Wet (Kurzfilm)
- 2014: Precipitation (Kurzfilm)
- 2015: Adulthood
- 2015: Dorm Room Sex Notary (Kurzfilm)
- 2015: The Bum Chum (Kurzfilm)
- 2015: The Girl in the Green Dress (Kurzfilm)
- 2015: The Man with the Red Balloon (Kurzfilm)
- 2015: Roadside Assistance (Kurzfilm)
- 2015: Brooding (Kurzfilm)
- 2016: Cast Off (Fernsehserie, Episode 1x02)
- 2016: Ruf der Macht – Im Sumpf der Korruption (Misconduct)
- 2016: When Co-Workers Have Sexual Tension (Kurzfilm)
- 2016: A Beginner's Guide to Snuff
- 2016: House of Darkness (Fernsehfilm)
- 2016: Bad People
- 2016–2018: Mom Tested (Fernsehserie, 20 Episoden)
- 2017: Non-Transferable
- 2017: Navy CIS: L.A. (NCIS: Los Angeles, Fernsehserie, Episode 8x19)
- 2017: After This (Kurzfilm)
- 2017: Hyperlinked (Fernsehserie, Episode 1x05)
- 2017: Mom Tank (Fernsehserie, 8 Episoden)
- 2017: Prenatal (Kurzfilm)
- 2018: Navy CIS (NCIS, Fernsehserie, Episode 15x20)
- 2018: Minutes to Midnight – Bete, dass sie nicht vorbeischauen… (Minutes to Midnight)
- 2018: Nadine (Kurzfilm)
- 2018: Sk8 Dawg
- 2019: PupParazzi
- 2019: Conversion Therapist (Kurzfilm)
- 2019: Last Call: Live (Fernsehserie, 5 Episoden)
- 2019: Know Sé (Fernsehserie)
- 2019: Puppy Swap Love Unleashed (Puppy Swap: Love Unleashed)
- 2019: Escaping the NXIVM Cult – A Mother’s Fight to Save Her Daughter (Fernsehfilm)
- 2019: No Pets (Kurzfilm)
- 2019: 2nd Chance for Christmas (Fernsehfilm)
- 2020: Psychos & Socios
- 2021: The Carducci Talent Show (Kurzfilm)
- 2021: Puppy Place (Fernsehserie, Episode 1x04)
- 2022: Beyond the Dark (Fernsehserie, Episode 1x06)

### Synchronsprecher
- 2012: Family Guy (Zeichentrickserie, 2 Episoden)
- 2016:Baby X (Zeichentrickfilm)

### Produktion
- 2010: iCrime
- 2012: The Secret Keeper (Kurzfilm)
- 2015: The Girl in the Green Dress (Kurzfilm)
- 2015: Brooding (Kurzfilm)
- 2016–2018: Mom Tested (Fernsehserie, 20 Episoden)
- 2017: After This (Kurzfilm)
- 2017: Mom Tank (Fernsehserie, 8 Episoden)
- 2017: Prenatal (Kurzfilm)
- 2018: Paul's Bad Day (Kurzfilm)

### Drehbuch
- 2012: The Secret Keeper (Kurzfilm)
- 2015: The Girl in the Green Dress (Kurzfilm)
- 2015: Brooding (Kurzfilm)
- 2017: After This (Kurzfilm)
- 2017: Prenatal (Kurzfilm)
- 2019: Last Call: Live (Fernsehserie, 4 Episoden)